# Giro di Norvegia 2022
Il Giro di Norvegia 2022, undicesima edizione della corsa e valevole come prova dell'UCI ProSeries 2022 categoria 2.Pro, si svolse in sei tappe, dal 24 al 29 maggio 2022, su un percorso di 1 036,3 km, con partenza da Bergen e arrivo a Stavanger, in Norvegia.
La vittoria fu appannaggio del belga Remco Evenepoel, il quale completò il percorso in 25h19'11", alla media di 42.889 km/h, precedendo gli australiani Jay Vine e Luke Plapp.
Sul traguardo di Stavanger 90 ciclisti, su 107 partiti da Bergen, portarono a termine la competizione.

## Tappe
| Tappa  | Data      | Percorso                   | km      | Vincitore di tappa | Leader cl. generale        |
| ------ | --------- | -------------------------- | ------- | ------------------ | -------------------------- |
| 1ª     | 24 maggio | Bergen > Voss              | 173,6   | Remco Evenepoel    | Remco Evenepoel            |
| 2ª     | 25 maggio | Ulvik > Geilo              | 123,8   | Ethan Hayter       | Tobias Halland Johannessen |
| 3ª     | 26 maggio | Gol > Stavsro/Gaustatoppen | 175,8   | Remco Evenepoel    | Remco Evenepoel            |
| 4ª     | 27 maggio | Hovden > Kristiansand      | 232,1   | Marco Haller       | Remco Evenepoel            |
| 5ª     | 28 maggio | Flekkefjord > Sandnes      | 181,7   | Remco Evenepoel    | Remco Evenepoel            |
| 6ª     | 29 maggio | Stavanger > Stavanger      | 149,3   | Alexander Kristoff | Remco Evenepoel            |
| Totale | Totale    | Totale                     | 1 036,3 |                    |                            |

## Squadre e corridori partecipanti
| N.    | Cod. | Squadra                     |
| ----- | ---- | --------------------------- |
| 1-6   | IGD  | Ineos Grenadiers            |
| 11-16 | BOH  | Bora-Hansgrohe              |
| 21-26 | EFE  | EF Education-EasyPost       |
| 31-36 | IWG  | Intermarché-Wanty-Gobert    |
| 41-46 | IPT  | Israel-Premier Tech         |
| 51-56 | TJV  | Jumbo-Visma                 |
| 61-66 | QST  | Quick-Step Alpha Vinyl Team |
| 71-76 | DSM  | Team DSM                    |
| 81-86 | TFS  | Trek-Segafredo              |

| N.      | Cod. | Squadra                  |
| ------- | ---- | ------------------------ |
| 91-96   | AFC  | Alpecin-Fenix            |
| 101-106 | BCF  | Bardiani-CSF-Faizanè     |
| 111-116 | CJR  | Caja Rural-Seguros RGA   |
| 121-126 | HPM  | Human Powered Health     |
| 131-136 | SVB  | Sport Vlaanderen-Baloise |
| 141-146 | UXT  | Uno-X Pro Cycling Team   |
| 151-156 | RIW  | Riwal Cycling Team       |
| 161-166 | TCQ  | Team ColoQuick           |
| 171-176 | TCO  | Team Coop                |

## Dettagli delle tappe

### 1ª tappa
- 24 maggio: Bergen > Voss – 173,6 km

Risultati
| Pos. | Corridore         | Squadra    | Tempo    |
| ---- | ----------------- | ---------- | -------- |
| 1    | Remco Evenepoel   | Quick-Step | 4h21'31" |
| 2    | T. H. Johannessen | Uno-X      | s.t.     |
| 3    | Eduard Prades     | Caja Rural | a 2"     |

| Pos. | Corridore         | Squadra    | Tempo    |
| ---- | ----------------- | ---------- | -------- |
| 1    | Remco Evenepoel   | Quick-Step | 4h21'21" |
| 2    | T. H. Johannessen | Uno-X      | a 4"     |
| 3    | Eduard Prades     | Caja Rural | a 8"     |

### 2ª tappa
- 25 maggio: Ulvik > Geilo – 123,8 km

Risultati
| Pos. | Corridore         | Squadra | Tempo    |
| ---- | ----------------- | ------- | -------- |
| 1    | Ethan Hayter      | Ineos   | 2h53'17" |
| 2    | Mike Teunissen    | Jumbo   | s.t.     |
| 3    | T. H. Johannessen | Uno-X   | s.t.     |

| Pos. | Corridore         | Squadra    | Tempo    |
| ---- | ----------------- | ---------- | -------- |
| 1    | T. H. Johannessen | Uno-X      | 7h14'37" |
| 2    | Ethan Hayter      | Ineos      | a 1"     |
| 3    | Remco Evenepoel   | Quick-Step | s.t.     |

### 3ª tappa
- 26 maggio: Gol > Stavsro/Gaustatoppen – 175,8 km

Risultati
| Pos. | Corridore       | Squadra    | Tempo    |
| ---- | --------------- | ---------- | -------- |
| 1    | Remco Evenepoel | Quick-Step | 4h40'07" |
| 2    | Jay Vine        | Alpecin    | a 27"    |
| 3    | Luke Plapp      | Ineos      | a 1'05"  |

| Pos. | Corridore       | Squadra    | Tempo     |
| ---- | --------------- | ---------- | --------- |
| 1    | Remco Evenepoel | Quick-Step | 11h54'35" |
| 2    | Jay Vine        | Alpecin    | a 46"     |
| 3    | Luke Plapp      | Ineos      | a 1'24"   |

### 4ª tappa
- 27 maggio: Hovden > Kristiansand – 232,1 km

Risultati
| Pos. | Corridore          | Squadra     | Tempo    |
| ---- | ------------------ | ----------- | -------- |
| 1    | Marco Haller       | Bora        | 5h02'21" |
| 2    | Ethan Vernon       | Quick-Step  | s.t.     |
| 3    | Alexander Kristoff | Intermarché | s.t.     |

| Pos. | Corridore       | Squadra    | Tempo     |
| ---- | --------------- | ---------- | --------- |
| 1    | Remco Evenepoel | Quick-Step | 16h56'56" |
| 2    | Jay Vine        | Alpecin    | a 46"     |
| 3    | Luke Plapp      | Ineos      | a 1'24"   |

### 5ª tappa
- 28 maggio: Flekkefjord > Sandnes – 181,7 km

Risultati
| Pos. | Corridore         | Squadra    | Tempo    |
| ---- | ----------------- | ---------- | -------- |
| 1    | Remco Evenepoel   | Quick-Step | 4h53'33" |
| 2    | T. H. Johannessen | Uno-X      | s.t.     |
| 3    | Luke Plapp        | Ineos      | s.t.     |

| Pos. | Corridore       | Squadra    | Tempo     |
| ---- | --------------- | ---------- | --------- |
| 1    | Remco Evenepoel | Quick-Step | 21h50'19" |
| 2    | Jay Vine        | Alpecin    | a 56"     |
| 3    | Luke Plapp      | Ineos      | a 1'30"   |

### 6ª tappa
- 29 maggio: Stavanger > Stavanger – 149,3 km

Risultati
| Pos. | Corridore          | Squadra     | Tempo    |
| ---- | ------------------ | ----------- | -------- |
| 1    | Alexander Kristoff | Intermarché | 3h28'52" |
| 2    | Ethan Vernon       | Quick-Step  | s.t.     |
| 3    | Mads Pedersen      | Trek        | s.t.     |

| Pos. | Corridore       | Squadra    | Tempo     |
| ---- | --------------- | ---------- | --------- |
| 1    | Remco Evenepoel | Quick-Step | 25h19'11" |
| 2    | Jay Vine        | Alpecin    | a 56"     |
| 3    | Luke Plapp      | Ineos      | a 1'30"   |

## Evoluzione delle classifiche
| Tappa              | Vincitore          | Classifica a generale Maglia arancione | Classifica a punti Maglia blu | Classifica scalatori Maglia a pois | Classifica giovani Maglia bianca | Classifica a squadre |
| ------------------ | ------------------ | -------------------------------------- | ----------------------------- | ---------------------------------- | -------------------------------- | -------------------- |
| 1ª                 | Remco Evenepoel    | Remco Evenepoel                        | Remco Evenepoel               | Håkon Aalrust                      | Remco Evenepoel                  | Ineos Grenadiers     |
| 2ª                 | Ethan Hayter       | Tobias Halland Johannessen             | Ethan Hayter                  | Håkon Aalrust                      | Remco Evenepoel                  | Ineos Grenadiers     |
| 3ª                 | Remco Evenepoel    | Remco Evenepoel                        | Tobias Halland Johannessen    | Remco Evenepoel                    | Remco Evenepoel                  | Ineos Grenadiers     |
| 4ª                 | Marco Haller       | Remco Evenepoel                        | Tobias Halland Johannessen    | Remco Evenepoel                    | Remco Evenepoel                  | Ineos Grenadiers     |
| 5ª                 | Remco Evenepoel    | Remco Evenepoel                        | Tobias Halland Johannessen    | Joel Nicolau                       | Remco Evenepoel                  | Ineos Grenadiers     |
| 6ª                 | Alexander Kristoff | Remco Evenepoel                        | Tobias Halland Johannessen    | Joel Nicolau                       | Remco Evenepoel                  | Ineos Grenadiers     |
| Classifiche finali | Classifiche finali | Remco Evenepoel                        | Tobias Halland Johannessen    | Joel Nicolau                       | Remco Evenepoel                  | Ineos Grenadiers     |

Maglie indossate da altri ciclisti in caso di due o più maglie vinte
- Nella 2ª tappa Tobias Halland Johannessen ha indossato la maglia blu al posto di Remco Evenepoel.
- Nella 2ª e dalla 4ª alla 6ª tappa Luke Plapp ha indossato la maglia bianca al posto di Remco Evenepoel.
- Nella 4ª e 5ª tappa Joel Nicolau ha indossato la maglia a pois al posto do Remco Evenepoel.

## Classifiche finali

### Classifica generale - Maglia arancione
| Pos. | Corridore          | Squadra     | Tempo     |
| ---- | ------------------ | ----------- | --------- |
| 1    | Remco Evenepoel    | Quick-Step  | 25h19'11" |
| 2    | Jay Vine           | Alpecin     | a 56"     |
| 3    | Luke Plapp         | Ineos       | a 1'30"   |
| 4    | T. H. Johannessen  | Uno-X       | a 1'34"   |
| 5    | T. Geoghegan Hart  | Ineos       | a 2'36"   |
| 6    | Magnus Sheffield   | Ineos       | a 2'51"   |
| 7    | Laurens Huys       | Intermarché | a 2'54"   |
| 8    | Cian Uijtdebroeks  | Bora        | a 2'56"   |
| 9    | Esteban Chaves     | EF          | a 3'02"   |
| 10   | Carl Fredrik Hagen | Israel      | a 3'20"   |

### Classifica a punti - Maglia blu
| Pos. | Corridore         | Squadra    | Punti |
| ---- | ----------------- | ---------- | ----- |
| 1    | T. H. Johannessen | Uno-X      | 58    |
| 2    | Luke Plapp        | Ineos      | 50    |
| 3    | Mike Teunissen    | Jumbo      | 49    |
| 4    | Remco Evenepoel   | Quick-Step | 48    |
| 5    | Ethan Hayter      | Ineos      | 36    |

### Classifica scalatori - Maglia a pois
| Pos. | Corridore         | Squadra    | Punti |
| ---- | ----------------- | ---------- | ----- |
| 1    | Joel Nicolau      | Caja Rural | 32    |
| 2    | Remco Evenepoel   | Quick-Step | 20    |
| 3    | Ben Healy         | EF         | 15    |
| 4    | T. H. Johannessen | Uno-X      | 15    |
| 5    | André Drege       | Coop       | 14    |

### Classifica giovani - Maglia bianca
| Pos. | Corridore           | Squadra    | Tempo     |
| ---- | ------------------- | ---------- | --------- |
| 1    | Remco Evenepoel     | Quick-Step | 25h19'11" |
| 2    | Luke Plapp          | Ineos      | a 1'30"   |
| 3    | Magnus Sheffield    | Ineos      | a 2'51"   |
| 4    | Cian Uijtdebroeks   | Bora       | a 2'56"   |
| 5    | E. Svestad-Bårdseng | Coop       | a 8'38"   |

### Classifica a squadre
| Pos. | Squadra                | Tempo     |
| ---- | ---------------------- | --------- |
| 1    | Ineos Grenadiers       | 76h04'16" |
| 2    | Israel-Premier Tech    | a 13'25"  |
| 3    | Uno-X Pro Cycling Team | a 15'06"  |
| 4    | EF Education-EasyPost  | a 17'51"  |
| 5    | Jumbo-Visma            | a 21'48"  |